# Eino Virtanen
Eino Virtanen (Uskela, Finlandia, 19 de agosto de 1908-Helsinki, 3 de diciembre de 1980) fue un deportista finlandés especialista en lucha grecorromana donde llegó a ser medallista de bronce olímpico en Berlín 1936.

## Carrera deportiva
En los Juegos Olímpicos de 1936 celebrados en Berlín ganó la medalla de bronce en lucha grecorromana estilo peso wélter, tras el luchador sueco Rudolf Svedberg (oro) y el alemán Fritz Schäfer (plata).